# 西季西科
50°20′11″N 27°31′6″E / 50.33639°N 27.51833°E
西季西科（烏克蘭語：Ситисько），是烏克蘭北部的村莊，隸屬日托米爾州的茲維亞赫爾區。該村面積0.89平方公里，海拔高度237米，2001年人口95，人口密度每平方公里106.74人。